# Bokeslund
Bokeslund is een plaats in de gemeente Höör in het Zweedse landschap Skåne en de provincie Skåne län. De plaats heeft 122 inwoners (2005) en een oppervlakte van 28 hectare.
Höör · Löberöd (deels) · Sätofta · Tjörnarp · Ormanäs och Stanstorp · Ljungstorp och Jägersbo · Norra Rörum · Snogeröd · Ekeborg · Bokeslund · Gamla Bo ·